# Architetture militari di San Benedetto del Tronto

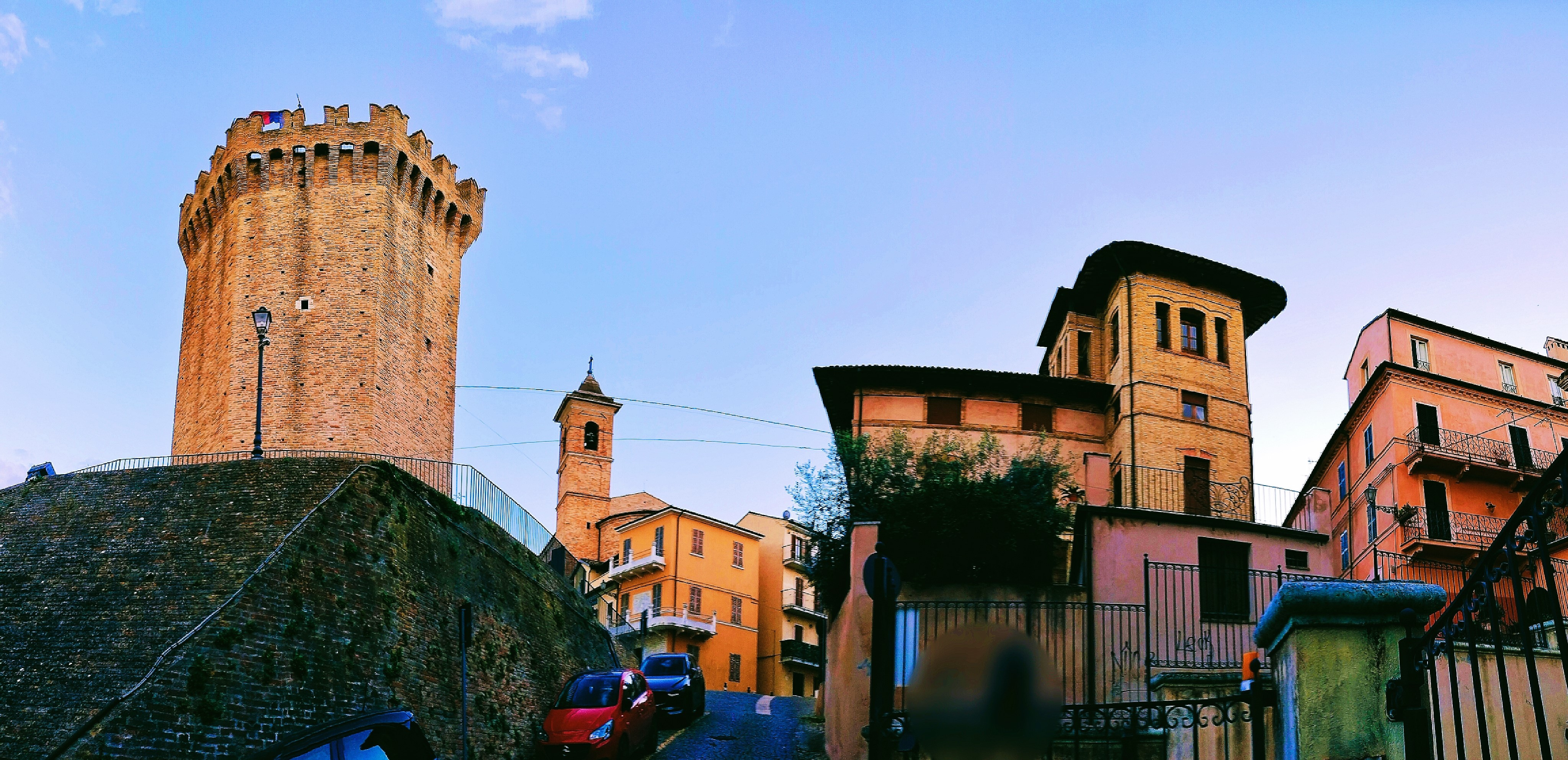
Scorcio dell'antico borgo fortificato

Per architetture militari di San Benedetto del Tronto si intendono le fortificazioni del comune di San Benedetto del Tronto

## Caserma Guelfa
Si trova lungo la Strada Statale 16 in prossimità dell'incrocio con via del Mare, la via principale di Porto d'Ascoli. Edificio fortificato a pianta quadrangolare del XVI secolo con corpi d'angolo a "puntone" e chiostro interno a doppio ordine con archi a tutto sesto, la scarpatura di base è bloccata a metà altezza con un cornicione a sezione semicircolare. La copertura è con capriate in legno e sovrastante manto di coppi. Inizialmente aveva la destinazione di Ospizio al Porto, Hostaria e nuovi magazzini per il deposito delle merci, successivamente assunse il ruolo di ultimo avamposto pontificio prima del Regno delle Due Sicilie per questo è popolarmente definita come la "Dogana Pontificia".

## Mura castellane
Le prime mura urbiche, nell'antico borgo presso il Paese Alto furono edificate sono risalenti al XV secolo, la cinta muraria fu costruita dopo l'invasione e il saccheggio dei pirati saraceni. Oltre al Torrione della rocca rimangono avanzi di mura castellane della fortificazione estesa intorno al borgo antico e due porte, che nei secoli hanno subito rifacimenti e trasformazioni. La porta principale conserva caratteristiche murarie che denotano un preesistente ponte levatoio. La porta antica fu rimaneggiata nel 1600. Durante i lavori di sterro per costruire, fu rinvenuto un mattone che porta incisa la data 1691, faceva parte di un arco delle infinite gallerie che diramano sotto il castello e nel borgo antico del Paese Alto.
Oggi delle antiche mura perimetrali castellane attualmente rimangono soltanto quattro segmenti della scarpatura in laterizio, poiché la cinta è stata in più punti abbattuta per fare posto a nuove abitazioni. Di recente sono in atto lavori di riqualificazione e restauro di alcuni tratti delle mura storiche.Da metà del 1800 si diede inizio all'abbattimento della cinta muraria che ostacolava l'espansione edilizia del borgo antico del Paese Alto.
Dell'antica cortina difensiva restano:
- la Torre dei Gualtieri;
- tutte le mura dove sorgeva il castello, oggi ai piedi della torre, che danno su via Forte;
- il bastione che si affaccia su via dei Bastioni;
- il tratto che da Palazzo Piacentini e Porta da Mare va per via del Consolato;
- un piccolo bastione in via Fileni, sormontato da abitazioni civili, nel suo punto di intersezione con via del Tesoro.

## Il Sottosuolo del Paese Alto
Il sottosuolo del antico borgo del Paese Alto è attraversato da una grande rete di cunicoli, realizzati tra il I secolo a.C. e I secolo d.C., XIII e XIV secolo fino ad ottocento inoltrato. A seguito di studi e di indagine topografica e geotecnica, è stata rilevata la presenza di grotte e cavità artificiali, sono state mappate circa 50 grotte, ma si presuppone che altre siano sfuggite per successive modifiche agli accessi. Non tutte sono percorribili a causa dei riempimenti e crolli, ma è probabile che in origine molte fossero collegate fra loro. Gallerie, cunicoli e grotte furono utilizzati anche come rifugi antiaerei per proteggersi dai bombardamenti che colpirono la cittadina durante la seconda guerra mondiale.

## Porta da Mare del Castello
Situata nei pressi di Piazza Bice Piacentini e Palazzo Piacentini, deve il suo nome al passaggio che collegava l'antico borgo con la zona marittima. Già denominata "Porta Marina" o "Porta Vecchia", presenta un
arco a tutto sesto di fattura cinquecentesca, posteriore al tratto del muro in cui è stato ricavato; l’arco è formato da una archivolto in laterizio impostata su due mensole a sbalzo in pietra.La struttura è stata più volte rimaneggiata, anche a seguito dei bombardamenti della Seconda guerra mondiale.

## Porta antica
Sorge non distante da Piazza Dante, costruita nel 1727 di piccole dimensioni, in antichità era un importante accesso fra l'antico borgo del Paese Alto verso il nord.

## Rocca di Monte Cretaccio
Sorgeva sulla sommità di un omonimo monte, costruita nel 1023, è il luogo dove si svolse gran parte della storia medievale della città, e della rivalità tra le città di Ascoli Piceno e Fermo. Attualmente non rimane molto dell'antico castello che si trova in una proprietà privata e quindi non è visitabile, si notano dall'esterno i resti del poderoso torrione, fulcro della rocca.

## Torre dei Gualtieri

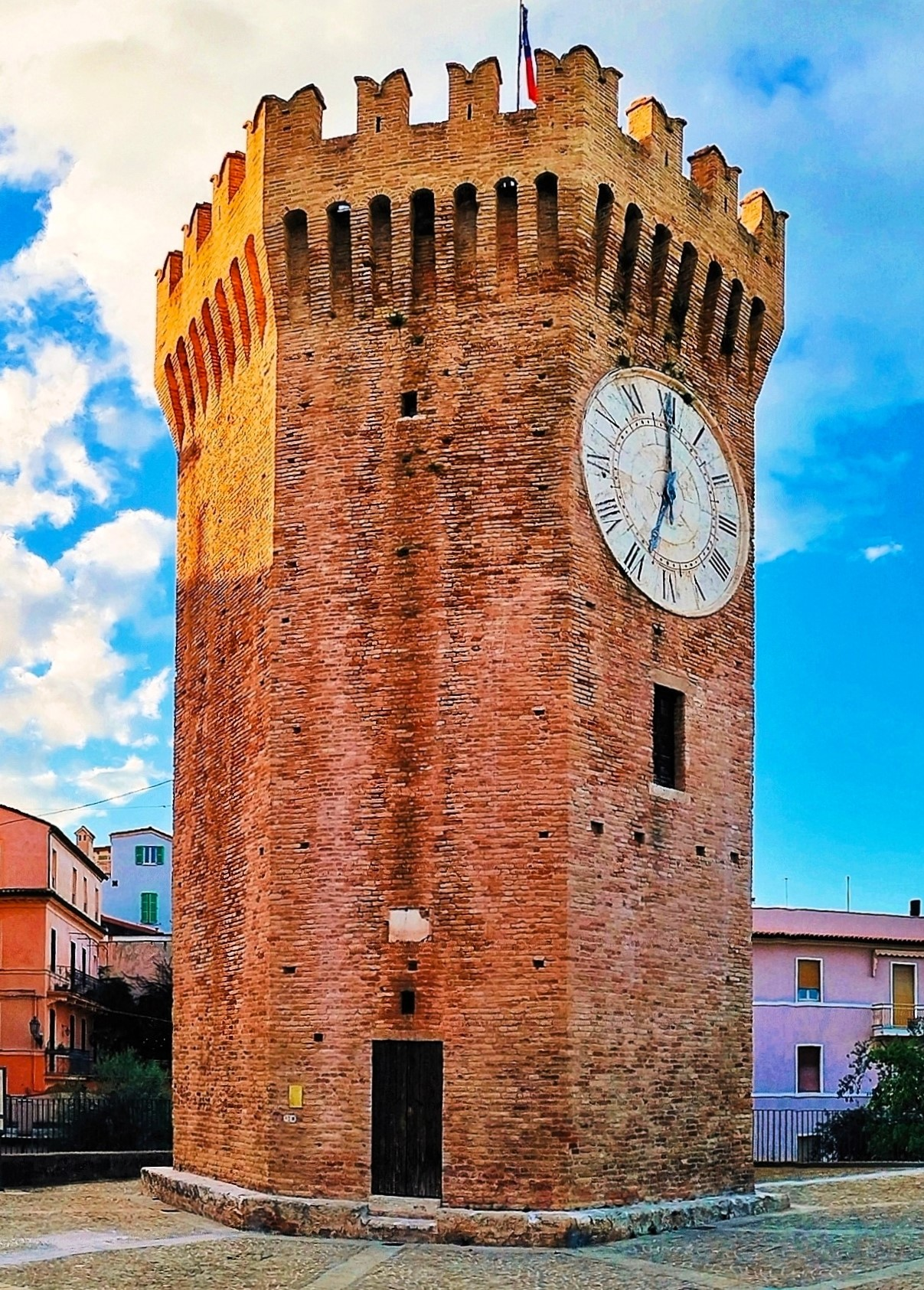
Torre dei Gualtieri

Più propriamente denominato "Mastio della Rocca" e più popolarmente noto come "Torrione" (lu Turriò o lu Campanò in dialetto sambenedettese) è forse l'elemento più rappresentativo della città, spiccando dall'altura del Paese Alto a dominare l'intero abitato. Fu costruita tra il XII e il XIII secolo, è una antica postazione di comando del Castello di San Benedetto che ha chiare ascendenze trecentesche. Nell'anno 1146 il Vescovo Liberto di Fermo, la cui potestà giudiziale comprendeva il territorio di San Benedetto in Albula, concesse ai fratelli Gualtieri di erigere una torre a protezione di Castrum Sancti Benedicti in Albula, che assume la denominazione di castrum a seguito dell’intervento di fortificazione del nucleo urbanistico primario. Attribuì la cura e la proprietà ai nobili Berardo ed Azzo (figli di Gualtiero), già signori di terre d'oltre Tronto e della Rocca di Acquaviva Picena. Si tratta dunque di un castello con relativi ruderi che è posto a sud, immediatamente ad ovest di Monte Renzo, sovrastante la Valle del Tronto e del Ragnola. La torre era il mastio dell'intero complesso fortificato ed in essa si trovava il castellano, che inviava ordini e segnali alle altre fortificazioni dello scacchiere fermano, in primo luogo alla vicina Rocca di Acquaviva Picena. In caso di forzata evacuazione disponeva anche di cunicoli sotterranei di sortita.La sua forma esagonale, allungata a guisa di nave con la sua prua verso il mare, la poppa verso ovest, permetteva un appostamento di un maggior numero di uomini e si poteva sorvegliare un ampio spazio costiero che andava da oltre il Tronto sino ai confini di Cupra Marittima, tenuto conto che il mare era arretrato di oltre 500 metri e nel suo cono di osservazione non vi erano altre costruzioni che ne precludevano la visuale. La tecnica della sua costruzione mirava a schivare colpi frontali dell'attaccante, percorrendo i baluardi a sgembo, realizzati dopo l'invenzione della polvere da sparo. Nel 1901 fu restaurato da Giuseppe Sacconi. In quella occasione, furono consolidati i barbacani, ricostruiti piombatoi e merlatura ed eliminato un antiestetico campanile a vela eretto sulla sommità in epoca posteriore.

## Torre Guelfa
Si trova accanto a una villa privata e si può scorgere dalla Strada Statale 16 nel quartiere Porto d'Ascoli. Si tratta di una torre di difesa a base quadrata del XIV secolo con opera a sporgere costituita da beccatelli e piombatoi. Costituita in muratura a secco con paramenti esterni ed interni in laterizio, faceva parte di una fortezza consistente in due grandi torri, sette torrioni con settanta merli, ricostruita dalla città di Ascoli dopo il 1348, distrutta poi da Gentile da Mogliano, signore di Fermo.

## Torre sul porto

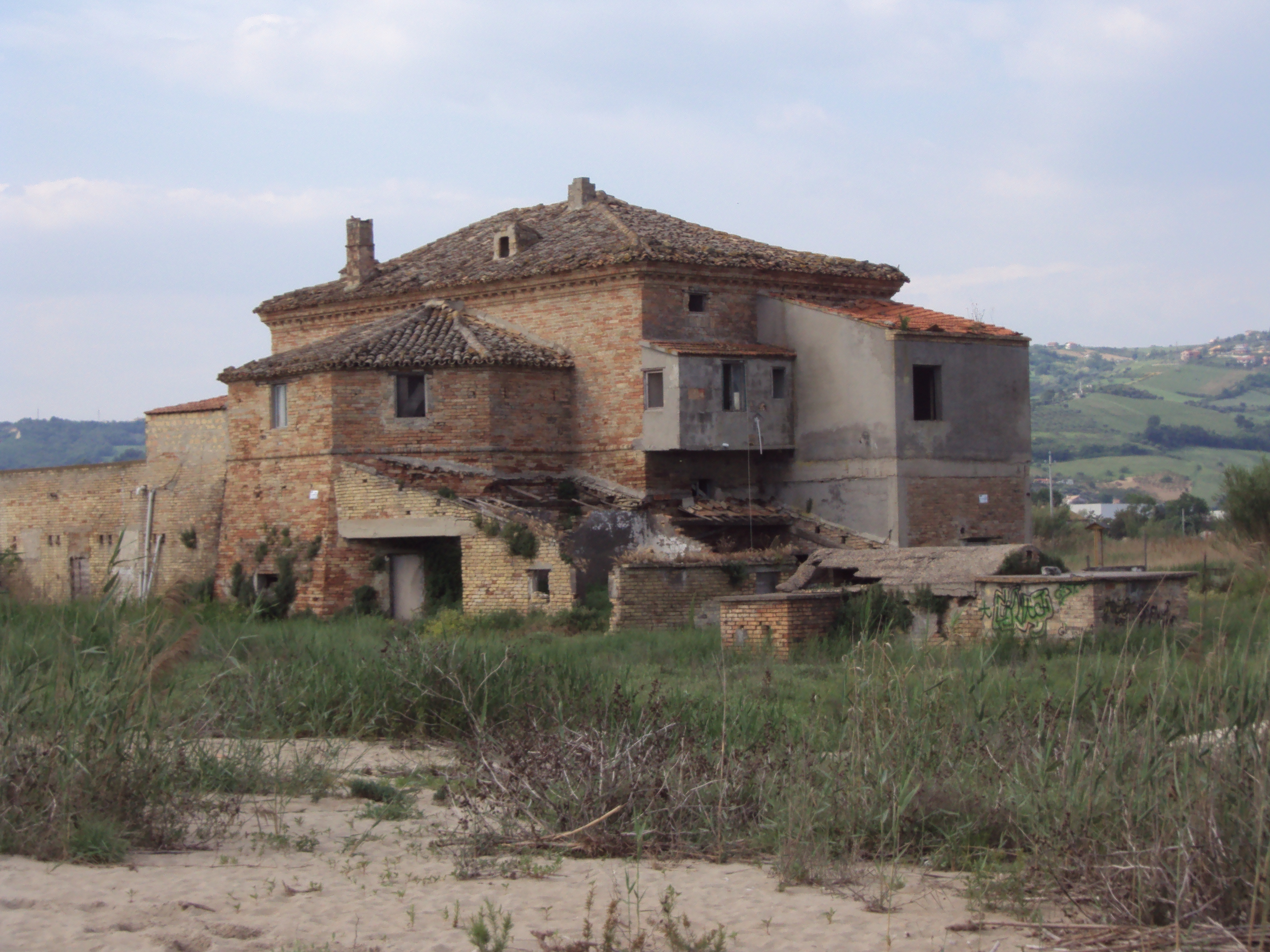
Torre sul porto

Il fortino della Sentina, denominato anche "Torre sul porto", si trova all'interno dell'area protetta della Riserva naturale regionale Sentina, l'inizio dei lavori dell'edificio è datato nel 1543 fino al termine dei lavori nel 1547, è edificato come torre d'avvistamento.
Nel XVI secolo crebbe la minaccia di incursioni da parte dei Saraceni, lungo la costa del Mare Adriatico, ci fu la costruzione di una serie di torrette antisbarco, si necessitava di una struttura destinata ad ospitare una guardia armata permanente per la difesa del porto e per la sorveglianza sanitaria.
La Torre sul Porto è un esempio tipico di queste costruzioni, ancora presenti in Abruzzo, ma quasi del tutto scomparse nelle Marche.